# Карпенко, Валентин Филиппович
Валентин Филиппович Карпенко — советский хозяйственный и государственный деятель, лауреат Государственной премии СССР за выдающиеся достижения в труде.

## Биография
Родился в 1936 году в Одесской области Украинской ССР. Член КПСС.
В 1959—1989 — слесарь, бригадир слесарей Нальчикского завода телемеханической аппаратуры / Нальчикского ордена «Знак Почета» производственного объединения «Телемеханика» Министерства приборостроения СССР.
За высокую эффективность и качество работы на основе совершенствования техники и технологии производства был в составе коллектива удостоен Государственной премии СССР за выдающиеся достижения в труде 1980 года.
Народный депутат СССР (1989—1991). Делегат XXVI съезда КПСС.
Жил в Нальчике.

## Награды
- Орден Ленина
- Орден Трудовой Славы II степени
- Орден Трудовой Славы III степени